# Майдани (Люблінське воєводство)
Майдани (пол. Majdany) — село в Польщі, у гміні Вількув Опольського повіту Люблінського воєводства.
Населення — 118 осіб (2011).

## Демографія
Демографічна структура станом на 31 березня 2011 року:
|          | Загалом | Допрацездатний вік | Працездатний вік | Постпрацездатний вік |
| -------- | ------- | ------------------ | ---------------- | -------------------- |
| Чоловіки | 56      | 13                 | 36               | 7                    |
| Жінки    | 62      | 12                 | 30               | 20                   |
| Разом    | 118     | 25                 | 66               | 27                   |